# Rodna kuća Đure Prejca
Rodna kuća Đure Prejca je višeslojni objekt u općini Desinić zaštićeno kulturno dobro.

## Opis dobra
Đuro Prejac, rođen 1870. g., istaknuti je hrvatski skladatelj, glumac i redatelj. Školovao se na glumačkoj školi u Zagrebu, a solo-pjevanje je učio kod Ivana Zajca. Od 1899. godine djelovao je kao redatelj i glumac zagrebačkog HNK, a istodobno je bio nastavnik u školi Hrvatskog glazbenog zavoda. S obzirom na njegovu iznimnu nadarenost i svestranost, tridesetak je godina bio središnja osoba hrvatskoga lakoglazbenog teatra. Rodna kuća Đure Prejca smještena je u samom centru općine Desinić u čijem je i vlasništvu. Sagrađena je u drugoj polovici 19. stoljeća, kao tipični primjer onodobnog tradicijskog graditeljstva. Djelomično je zidana od kamena lomljenca i žbukana, sa zabatima u drvenoj oplati, a izvorno je bila prekrivena šopom. Tijekom naknadnih preinaka dobila je drveni ostakljeni ganjčec, pokrov od šopa zamijenjen je glinenim utorenim crijepom, čime je narušen njezin prvobitni izgled. Pravilnim pristupom obnovi, a na temelju postojećih starih fotografija, moguće je kuću obnoviti u njenom izvornom izgledu, čime bi ona vratila svoju tradicijsku i ambijentalnu vrijednost.

## Zaštita
Pod oznakom Z-6486 zavedena je kao nepokretno kulturno dobro - pojedinačno, pravna statusa zaštićena kulturnog dobra, klasificirano kao "profana graditeljska baština".